# Morris CS8
Il Morris CS8 era un autocarro militare leggero utilizzato dalla forze armate britanniche e del Commonwealth durante la seconda guerra mondiale.

## Storia

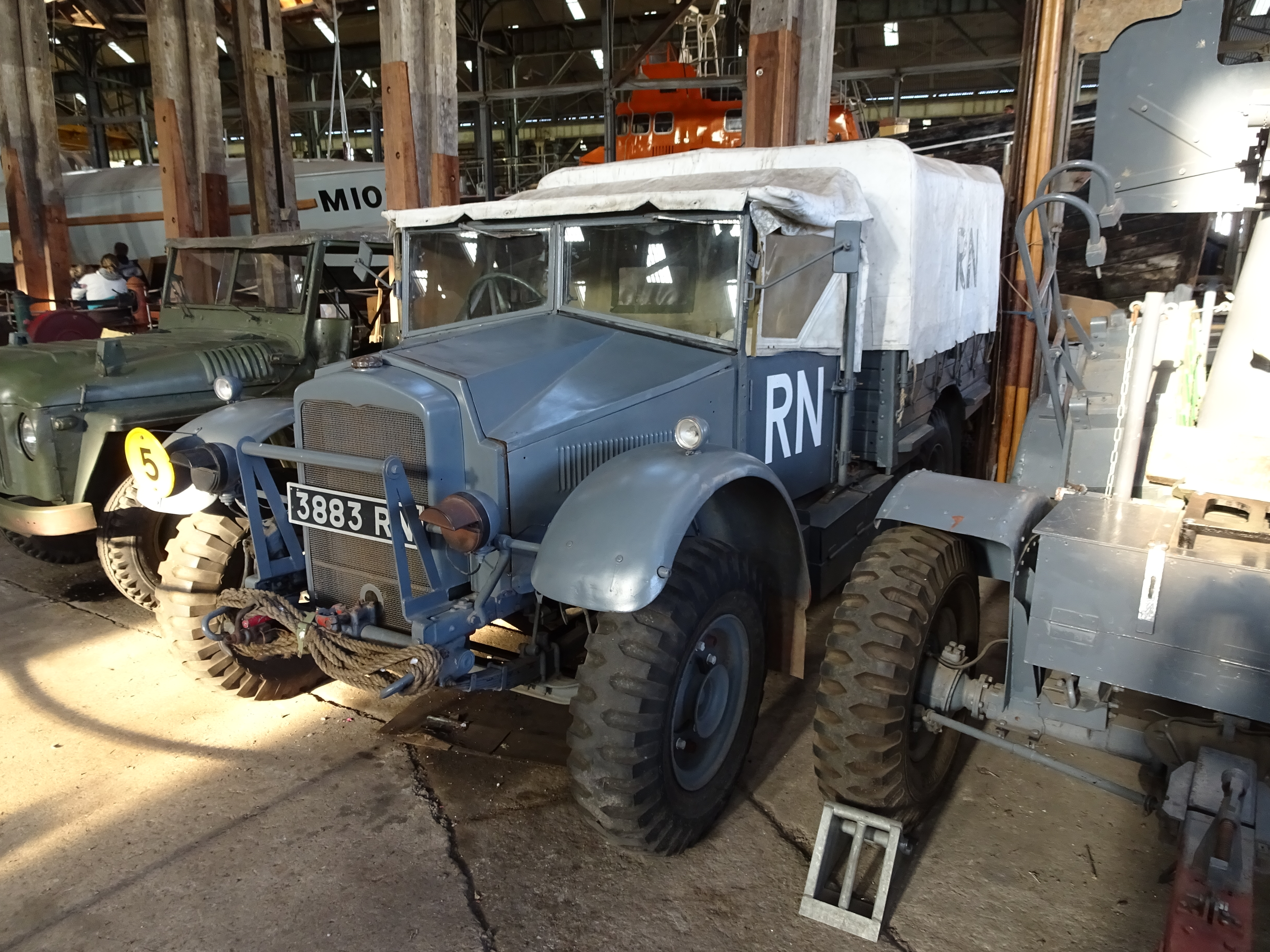
Morris C4

Il War Office nel 1934 richiese un veicolo multi-ruolo della classe di 15 cwt (750 kg). La Morris Commercial Cars propose un derivato dei suoi autocarri civili Serie C del 1933, denominato Morris CS8, dove C sta per commercial, S per sei (six) cilindri e 8 era la lunghezza del passo in piedi. Questo "platoon truck" (autocarro per plotone) fu prodotto in oltre 21.000 esemplari in tre diverse versioni (Marks) successive, diventando la spina dorsale del parco mezzi del British Army. Fu realizzato in una varietà di allestimenti, tra i quali posto comando, centro radio, autocisterna per acqua e carburante, compressore e portee da 2 lb. Le qualità del mezzo erano tali che divenne il prototipo della vastissima famiglia di autocarri Canadian Military Pattern.
Nel 1942 al CS8 successe un modello sullo stesso telaio con motore a 4 cilindri, denominato Morris C4, in due versioni successive che differivano essenzialmente per il passo. Durante la seconda guerra mondiale il CS8 e il C4 furono gradualmente rimpiazzati dal Morris C8 e dal Morris C8 GS, entrambi 4×4.
Una versione del CS8 con telaio allungato a 9 piedi servì da base per la realizzazione dell'autoblindo Morris CS9. Costruito in circa 100 esemplari, fu impiegato dalla British Expeditionary Force in Francia e dalle forze britanniche nel teatro nord-africano, dove la configurazione 4×2 e l'eccessivo peso mostrarono ne penalizzarono le prestazioni.

### In servizio nel Regio Esercito

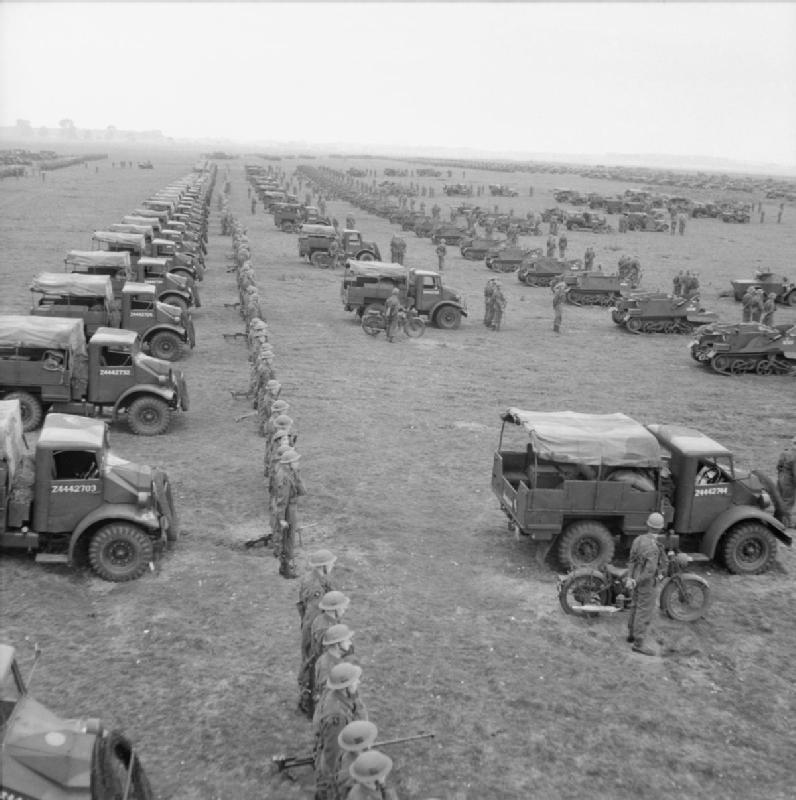
Battaglione motorizzato del British Army a Suffolk il 12 settembre 1941

In seguito agli iniziali successi nel teatro nord-africano, il Regio Esercito italiano venne in possesso di numerosi CS8 di preda bellica, che prontamente furono immessi in servizio come camionette sahariane, in particolare come autocannoni, porta-munizioni e posto comando per i gruppi di artiglieria motorizzati. Un primo lotto di 24 autocannoni 65/17 su Morris CS8, armati con il cannone italiano da 65/17, equipaggiarono il Corpo d'Armata di Manovra (CAM) del generale Gastone Gambara nell'agosto 1941. Successivamente arrivarono a equipaggiare 7 batterie volanti: le batterie dalla 1ª alla 6ª equipaggiarono (tre per gruppo) il I e III gruppo, ridenominati nel tardo 1942 rispettivamente XIV e XV e assegnati alla 136ª Divisione corazzata "Giovani Fascisti"; l'ultima batteria era la 11ª Batteria indipendente. Gli autocannoni furono impiegati per tutta la campagna del Nordafrica, fino alla campagna di Tunisia e alla disfatta delle truppe dell'Asse.

## Tecnica

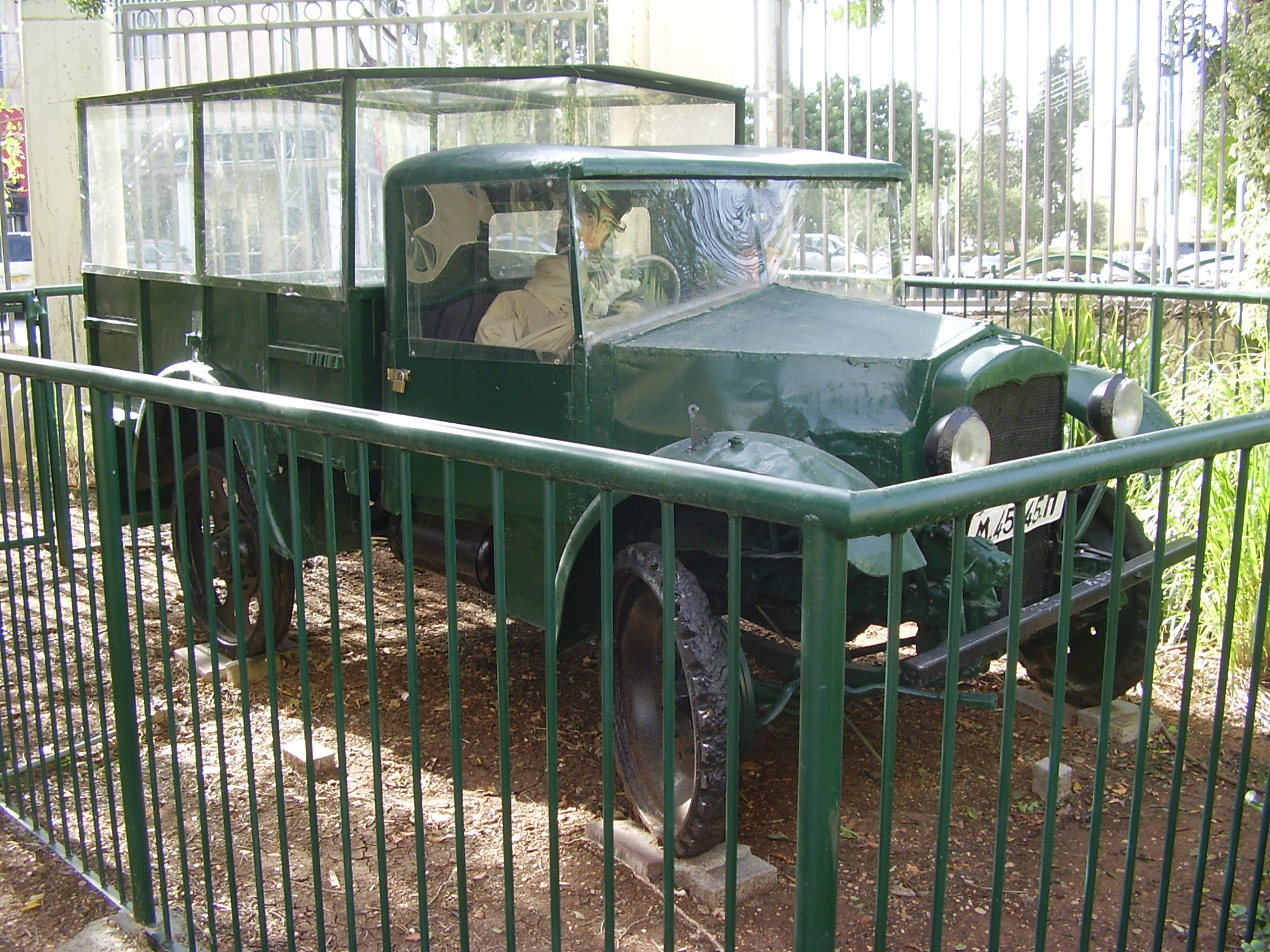
Morris CS8 post 1941, con parabrezza intero e porte in metallo

Il CS8 ha una sagoma compatta, caratterizzata da un'elevata luce da terra (241 mm) e una cabina semi-avanzata che massimizza il volume del vano di carico. Il mezzo, a trazione posteriore, è spinto da un motore di derivazione civile, impiegato anche dal Morris PU 8 cwt: si tratta di un 6 cilindri a benzina da valvole laterali, da 3,6 L di cilindrata, erogante 60 hp. Fino al 1941 i CS8 erano completamente scoperti, con due piccoli parabrezza separati e copertura e porte in tela. Successivamente furono introdotti il parabrezza intero e le mezze porte in metallo, mantenuti anche sul modello C4, basato sullo stesso telaio del predecessore ma spinto da un motore quadricilindrico a benzina.

## Varianti e derivati del CS8
- Morris C4: versione del CS8 con motore quadricilindrico.
- Morris C9: versione del CS8 con passo allungato da 8 a 9 piedi.
  - Morris CS9: autoblindo su telaio CS9.
- Morris C8: trattore d'artiglieria derivato dal telaio del CS8.
  - Morris C8 GS: versione autocarro del trattore C8.